# プログレスM-26M
プログレスM-26M (ロシア語: Прогресс М-26М)はロシア連邦宇宙局が2015年に国際宇宙ステーション(ISS)の補給のために打ち上げたプログレス補給船。NASAやJAXAではプログレス58、58Pなどとも称される。6時間ランデブー方式で打ち上げられ、プログレス-M改良型として26機目、シリアル番号は425であった。

## 運用
プログレスM-26Mは2015年2月17日11時0分(GMT)にカザフスタンバイコヌール宇宙基地からソユーズ-Uで打ち上げられた。
その後6時間未満でISSに到着し、2015年2月17日16時57分(GMT)にISSのズヴェズダ後方部にドッキングした。
2015年5月、プログレスはステーションのリブーストに利用されたが、最初の試みは燃焼の1秒後に宇宙機自身によって自動停止した。ロシアの飛行管制はの8基のスラスタのうちの一つの問題であったとしている。2度目の試みは7基のスラスタで行われ、32分間3秒の燃焼に成功した。
プログレスM-26Mはその後6ヶ月間ほどズヴェズダに係留されていた。係留中、積荷が下ろされ代わりにISSから出た廃棄物が積み込まれた。その後、8月14日にドッキングを解除し、太平洋上で軌道離脱処分された。

## 搭載貨物
プログレスは2370kgの貨物および補給品をISSに輸送した。
輸送されたのは食料、水、燃料や補給品などであり、435kgの燃料、50kgの酸素など気体、420kgの水、1465kgの予備部品、補給品、実験機材などが第42次長期滞在の6人の乗組員に届けられた。

## 註
1. 1 2  McDowell, Jonathan. “Launch Log”. Jonathan's Space Page. 2015年2月17日閲覧。
2. 1 2 3 4 5  Peat, Chris (2015年2月17日). “PROGRESS-M 26M - Orbit”.   Heavens-Above. 2015年2月17日閲覧。
3. ↑  Chris Bergin (2015年2月17日). “Soyuz U lofts Progress M-26M on fast track mission to ISS”.   NASASpaceflight.com. 2015年11月3日閲覧。
4. ↑  Stephen Clark (2015年2月17日). “Soyuz rocket boosts Russian cargo craft to space station”.   Spaceflight Now. 2015年11月3日閲覧。
5. ↑  “Station Orbit Boosted Sunday Night; Eye Science on Monday”. 2015年11月3日閲覧。
6. ↑  “「プログレスM-26M」補給船、大気圏に再突入　ミッション完了”.   sorae.jp. 2015年11月3日閲覧。
7. ↑  “Progress M-26M”.   Roscosmos (2015年2月17日). 2015年11月3日閲覧。